# 瑟勒河
瑟勒河（法語：Seulles，法語發音：[sœl]）是法国诺曼底大区卡尔瓦多斯省的一条沿海河流，长71.7千米，发源自瑞尔克，于滨海库尔瑟勒流入英吉利海峡。